# Malna
Malna este o localitate din comuna Sveti Jurij v Slovenskih goricah, Slovenia, cu o populație de 253 de locuitori.